# 黑心鬼
《黑心鬼》，是1988年上映的一部香港恐怖鬼片，由陳會毅執導，王晶監製，陳友、梅艷芳、莫少聰、午馬主演。

## 劇情
本片講述某兩位百年前的善長人翁（午馬、陳龍 飾）因過於好事多為，令善惡不平衡,被陰司判頭（陳百祥 飾）責備，令二鬼魂回陽間做黑心鬼，在下次鬼門關開啟之前，害九條貪心人的性命以作補償，否則無法投胎。

某日，旅行社領隊陳康泰（陳友 飾）於一次向古董店店主胡百通（成奎安 飾）收回佣時獲得一隻古董尿壼，無意中放出黑心鬼（午馬 飾），黑心鬼承諾給陳康泰三個願望，欲乘機取其性命，卻不忍心。時陳星辰之弟（莫少聰 飾）邂逅其兄嫂梅賽花已死之雙生妹妹梅蘭花（梅艷芳 分飾），並與其產生感情。

## 演員表
| 演員   | 角色               |
| 陳友   | 陳康泰             |
| 梅艷芳 | 分飾梅賽花、梅蘭花 |
| 莫少聰 | 陳星辰             |
| 午馬   | 黑心鬼             |
| 葉德嫻 | 靈幻師奶           |
| 吳君如 | 梅賽花之麻雀友     |
| 陳百祥 | 陰司判頭           |
| 陳家齊 | 曾碧波             |
| 成奎安 | 胡百通/ 胡居士     |
| 杜麗莎 | Mrs.Roberson       |
| 陳龍   | 另一隻黑心鬼       |
| 梅愛芳 |                    |
| 仙杜拉 |                    |
| 余慕蓮 |                    |
| 徐愛心 |                    |
| 陳立品 |                    |
| 曾小燕 |                    |
| 盧海鵬 |                    |
| 何靈靈 |                    |
| 羅君左 |                    |
| 曾楚霖 |                    |
| 吳美寶 |                    |
| 趙美寶 |                    |

## 電影歌曲

### 主題曲
| 歌名         | 演唱者 | 作曲   | 填詞   |
| 〈心肝寶貝〉 | 梅艷芳 | 黎彼得 | 黎彼得 |